# Johann Kopp (Politiker)

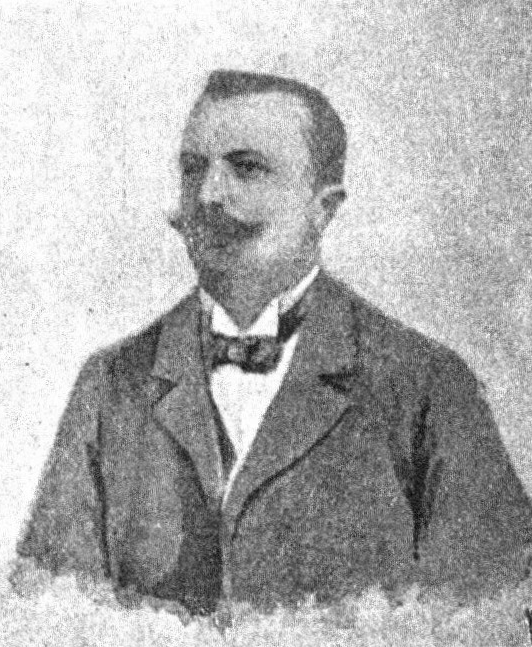
Johann Kopp

Johann Kopp (* 14. Juni 1860 in Pinke (Benkov), Mähren; † 13. März 1942 ebenda) war ein mährisch-österreichischer Politiker der Deutschradikalen Partei.

## Ausbildung und Beruf
Der Sohn eines Landwirts besuchte nach der Volksschule das Untergymnasium in Mährisch Neustadt, 1886 wurde er Landwirt und Grundbesitzer in Pinke.

## Politische Funktionen und Mandate
- 1902–1918: Abgeordneter zum Mährischen Landtag
- 1907–1918: Abgeordneter des Abgeordnetenhauses im Reichsrat (XI. und XII. Legislaturperiode), Wahlbezirk Mähren (deutsch) 17, Deutscher Nationalverband (Deutschradikale Partei)
- Mitglied der Bundesleitung des Bundes der Deutschen in Mähren
- Gemeindevorstand von Pinke
- 21. Oktober 1918 bis 16. Februar 1919: Mitglied der Provisorischen Nationalversammlung, DnP